# Alpes noriques

Carte de la « Partition des Alpes », les Alpes noriques en 17.

Les Alpes noriques (en italien : Alpi Noriche, en allemand : Norische Alpen) sont un ensemble des Alpes orientales centrales dont les délimitations varient selon les divisions alpines historiques. 

## Concepts historiques

### Époque romaine et Moyen Âge
La dénomination fait référence au Norique (en latin : Noricum), un ancien royaume celtique situé en grande partie sur le territoire de l'actuelle Autriche, qui s'est constitué au IIe siècle av. J.-C. et, par la suite, est devenu une province de l'Empire romain. Ce terme est également mentionné dans les Annales regni Francorum du IXe siècle. 

### XIXesiècle
Au XIXe siècle, tous les massifs des Alpes orientales à l'est de la Dreiherrnspitze entre le Danube au nord et la Drave au sud étaient regroupés sous la désignation des « Alpes noriques » (Noricae). Ils se distinguent des deux autres grands ensembles, les Alpes carniques (Carnicae) au-délà de la Drave et les Alpes juliennes (Juliae) s'étendant du Triglav jusqu'aux Alpes dinariques.

## Partition des Alpes

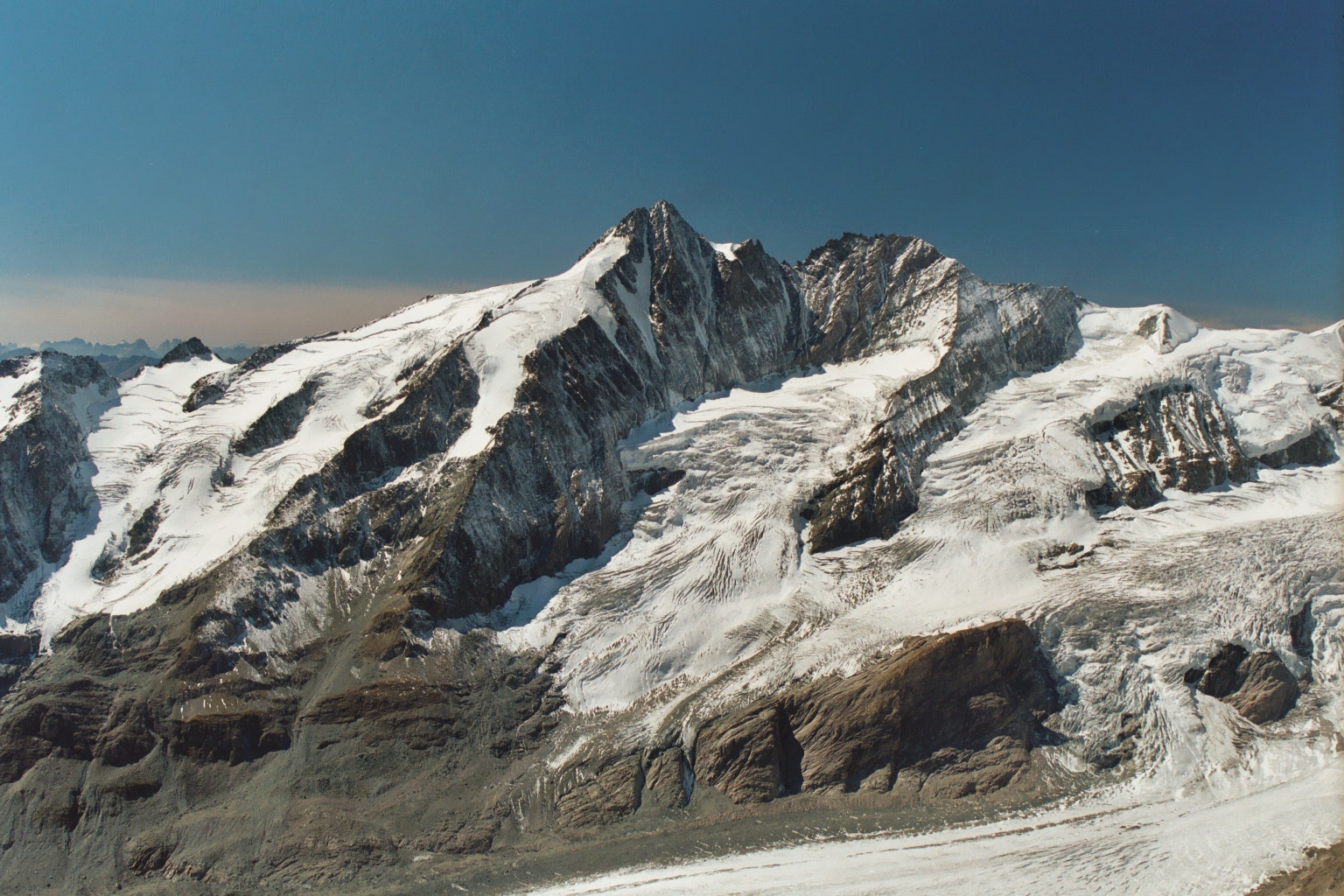
Vue du versant nord du Grossglockner au-dessus du Pasterze (2003).

Selon la classification de la « Partition des Alpes » (Partizione delle Alpi) officialisée en 1926, les Alpes noriques (17) sont comprises entre le col du Brenner, la rivière Sill et la vallée de l'Inn au nord-ouest, les vallées de la Salzach, de l'Enns au nord, le cour de la Mur moyenne à l'est et la vallée de la Drave au sud ; entre l'Autriche et l'Italie, et plus infimement en Slovénie. 
Les Alpes noriques comprennent cinq massifs (d'ouest en est) :
- 17a : les Alpes de Tux
- 17b : les Alpes de Zillertal
- 17c : les Hohe Tauern
- 17d : les Niedere Tauern
- 17e : les Alpes de Carinthie (les Alpes de Gurktal et les Alpes de Lavanttal).

Quelques-uns des principaux sommets sont :
- le Grossglockner (3 798 m, Hohe Tauern)
- le Grossvenediger (3 657 m, Hohe Tauern)
- le Grosses Wiesbachhorn (3 564 m, Hohe Tauern)
- le Gran Pilastro (3 508 m, Alpes de Zillertal)
- le Grande Mèsule (3 479 m, Alpes de Zillertal)
- le Hochgall (3 436 m, Hohe Tauern)
- les Hintere Gubachspitze (3 387 m, Hohe Tauern)
- le Monte Lovello (3 379 m, Alpes de Zillertal)
- le Hochalmspitze (3 360 m, Hohe Tauern)
- le Hoher Riffler (3 231 m, Alpes de Zillertal)
- le Kitzsteinhorn (3 203 m, Hohe Tauern)
- le Kreuzspitze (3 155 m, Hohe Tauern)
- le Lizumer Reckner (2 886 m, Alpes de Tux)
- le Hochgolling (2 862 m, Niedere Tauern)

## Subdivision orographique internationale unifiée du système alpin

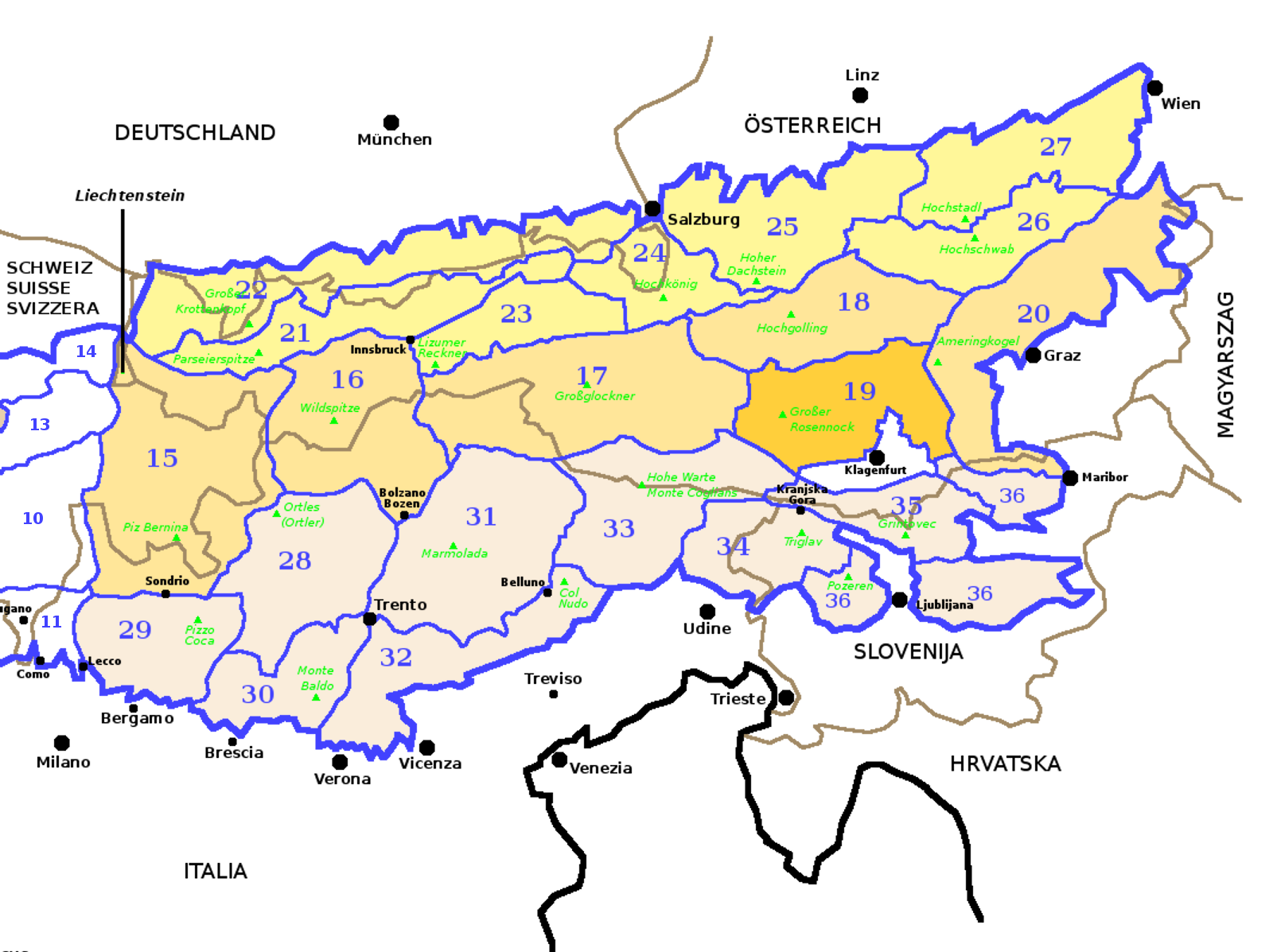
Carte de la SIOUSA, les Alpes noriques en 19.

Selon la Subdivision orographique internationale unifiée du système alpin (SOIUSA), la section des « Alpes noriques » ou « Alpes de Styrie et de Carinthie » (SZ.19) comprend seulement les Alpes de Gurktal au sud-est du col de Turracher Höhe et les Alpes de Lavanttal, dont le plus haut sommet est le Grosser Rosennock (2 440 m).